# Ingmar Glanzelius
Ingmar Max Richard Glanzelius, född 30 september 1927 i Göteborgs Annedals församling i Göteborg, död där 28 mars 2021, var en svensk musiker (altsaxofonist), musikkritiker och dramatiker.

## Biografi
Glanzelius var son till folkskolläraren Max Glanzelius och Edith Janson. Efter studier vid Göteborgs universitet och Göteborgs handelsinstitut började han arbeta för reklambyrån Annons-Krantz. Från 1949 spelade han altsaxofon i en kvintett under ledning av trumslagaren Kenneth Fagerlund tillsammans med Hacke Björksten (tenorsaxofon), Bengt Hallberg (piano) och Gunnar Johnson (bas). Kvintetten, som var modellerad efter Lennie Tristanos musikaliska stil, ackompanjerade Stan Getz och Lee Konitz under dessas Sverigebesök 1951.
Under 1950-talet lämnade Glanzelius musikerbanan och övergick till att skriva musikkritik, från 1951 som frilans för Ny Tid, Göteborgs-Posten, Stockholms-Tidningen och Expressen. Från 1972 var han verksam som musikkritiker och krönikör för Dagens Nyheter. Han skrev även dramatik för Göteborgs Stadsteater och manus till tv-serien Nilla (1983).
I en artikel från Caprice Records skivserie Svensk Jazzhistoria berättar Bengt Hallberg om sina tidiga musikerår, bland annat om samarbetet med Ingmar Glanzelius, som han kallar ”den stora jazzstjärnan”. Se extern länk.
Den 15 juli 1975 var Ingmar Glanzelius värd för Sommar i P1 i Sveriges Radio.

### Privatliv
Glanzelius gifte sig 1951 med Margareta Tisell. På bröllopet i Örgryte kyrka spelade Bengt Hallberg ”Fuga för ny fruga”. Tillsammans fick de tre barn: Pär Glanzelius (född 1952), Otti Glanzelius (född 1957) och Jessica Glanzelius (född 1964). Från 1970 var han sambo och från 1976 gift med skådespelerskan Margita Ahlin; med henne fick han 1974 sonen Anton Glanzelius.
Glanzelius avled i komplikationer av covid-19.